# Winx Club 3D : L'Aventure magique
Série
Winx Club : Le Secret du royaume perdu
(2007) Winx Club : Le Mystère des abysses
(2014)
Pour plus de détails, voir Fiche technique et Distribution.
Winx Club 3D : L'Aventure magique (Winx Club 3D - Magica avventura) est un film d'animation italien en 3D, réalisé par Iginio Straffi et sorti le 29 octobre 2010, produit par Rainbow CGI et Sky Cinema. Le film clôt l'histoire du film précédent, Winx Club : Le Secret du royaume perdu et intègre des éléments de la quatrième saison de la série Winx Club. Le réalisateur, à travers ce film, cherche à transmettre l'idée que chaque réussite comporte ses défis : même en réalisant ses rêves, on peut rencontrer des obstacles imprévus, mais il faut avoir le courage de les surmonter. Dans l'histoire, l'héroïne principale, Bloom, retrouve ses parents et mène une vie de princesse sur sa planète natale, mais elle doit faire face à des difficultés dans sa relation avec son père, tandis que les forces du mal tentent une nouvelle fois de conquérir le monde. Straffi s'est inspiré de Roméo et Juliette, des mythes grecs et médiévaux, ainsi que de la Kabbale.
La création du film s'est déroulée aux studios de Rainbow CGI. Pour cette production, l'équipe a dû se familiariser avec une nouvelle technologie jamais utilisée en Italie auparavant. Les critiques émettent des avis négatifs concernant l'intrigue, l'animation, la synchronisation des mouvements et d'autres aspects de la production qui sont adaptés pour la stéréoscopie. Comme pour le film précédent de la série, les proportions des personnages et leurs vêtements sont également remis en question. De plus, certains critiques estiment que la morale du film est ambiguë pour les jeunes enfants et qu'elle est masquée derrière des éléments superficiels. Certains critiques français voient dans le film une propagande pour restreindre la liberté des femmes, en se basant sur l'accent mis par les héroïnes principales sur les tâches domestiques. Malgré les critiques négatives, certains reconnaissent que l'intrigue du film sait captiver les enfants et que l'animation est de qualité suffisante. Le film est distribué en DVD, Blu-ray, et a également inspiré plusieurs livres.

## Synopsis
À l'école des fées d'Alféa, l'inauguration de la nouvelle année scolaire est célébrée mais la fête est interrompue par Icy, Darcy et Stormy, les sorcières Trix. Les Winx, sans Bloom, doivent réparer le désordre créé par les sorcières qui, après avoir ruiné la fête, volent un objet très puissant et mystérieux. Pendant ce temps, Bloom est sur Domino, où elle vit sa nouvelle vie de princesse. Elle a enfin retrouvé ses parents et Sky lui demande de l'épouser. Mais tout ce qui brille n'est pas de l'or, car les trois Sorcières Ancestrales sont de retour pour tourmenter les Winx. De plus, Erendor, le père de Sky, interdit à son fils d'épouser la princesse de Domino. Un sombre secret pèse sur le royaume d'Eraklyon et il est temps que Sky, le souverain légitime du royaume, en prenne connaissance. Avec l'aide des Trix, les Sorcières Ancestrales réussissent à localiser l'Arbre de Vie qui maintient l'équilibre entre la magie positive et négative. Grâce à un sort très puissant, elles parviennent à rompre cet équilibre et à aspirer toute l'énergie positive de Magix. Bloom et ses amies se retrouvent ainsi sans pouvoirs et obligées de faire face aux Sorcières.

## Fiche technique
Sauf indication contraire, les informations mentionnées dans cette section peuvent être confirmées par la base de données cinématographiques IMDb,  présente dans la section « Liens externes ».
- Titre original : Winx Club 3D - Magica avventura
- Titre français : Winx Club 3D : L'Aventure magique
- Réalisation : Iginio Straffi
- Scénario :  
  - Francesco Artibani
  - Iginio Straffi
  - Alessandro Bilotta
  - Mauro Uzzeo
- Musique : Paolo Baglio
- Directeurs de l'animation : 
  - Marco Marini
  - Vincenzo Nisco
  - Corrado Virgili
- Pays d'origine :  Italie
- Langue originale : Italien
- Durée :
  - 90 min (Italie)
  - 87 min (international)
- Dates de sortie : 
  - Italie : 29 octobre 2010
  - Belgique : 4 avril 2012
  - France : 6 avril 2011
  - États-Unis : 13 août 2013

## Distribution

### Voix originales
Sauf indication contraire, les informations mentionnées dans cette section peuvent être confirmées par la base de données cinématographiques IMDb,  présente dans la section « Liens externes ».
- Gabriele Lavia : Voix narrative
- Letizia Ciampa : Bloom / Tune
- Perla Liberatori : Stella / Chatta / Zing
- Domitilla D'Amico : Tecna / Livy
- Ilaria Latini : Flora / Amore
- Gemma Donati : Musa / Digit
- Laura Lenghi : Layla / Lockette
- Emanuela Rossi : Faragonda

### Voix françaises
| - Carole Baillien : Bloom - Esther Aflalo : Stella - Tania Garbarski : Tecna - Alice Ley : Flora - Mélanie Dambermont : Musa - Delphine Moriau : Layla - Myriam Thyrion : Faragonda - Catherine Conet : Griffin - Laurent Bonnet : le roi Oritel - Alexandra Corréa : la reine Marion / Amore - Colette Sodoyez : Daphné - Sébastien Hébrant : Sky - Bernadette Mouzon : Icy - Nathalie Stas : Darcy | - Dominique Wagner : Stormy - Franck Dacquin : Mike - Jacqueline Ghaye : Vanessa - Jennifer Baré : Lockette - Claire Tefnin : Chatta - Géraldine Frippiat : Tune - Stéphane Flamand : Digit / Piff - Alexandre Crépet : Brandon - Mathieu Moreau : Riven - Tony Beck : Timmy - Pierre Lognay : Helia - Christophe Hespel : Nabu - Michel Hinderyckx : le roi Erendor |